# 白鬚站
白鬚站（日语：／ Shirahige eki */?）是位於滋賀縣高島郡高島町大字鵜川（現時：高島市鵜川），江若鐵道的鐵路車站（廢站）。
此站前後區間都是沿琵琶湖西岸行走，為江若鐵道線中最接近湖邊的區間。在該處乘車時，可看見於湖上建造的白鬚神社大鳥居，成為線內其中一個風光明媚的區間。

## 歷史
在1927年（昭和2年）12月，江若鐵道北小松站至大溝站之間開通，此站啟用。在建設鐵路時，路線是敷設於白鬚神社前方縣道（後來變為國道161號）外的填海地。同時該區間是江若鐵道中，最接近琵琶湖的路段。
由於地理位置關係，從前到達白鬚神社的方法大多是使用船隻（當中的原因包括可遊覽位於湖中的鳥居）。但是自從鐵路啟用後，參拜客均使用鐵路前往。此站成為神社參拜的玄關口。在9月神社舉行之際，該月是一年內最多參拜者到訪的月份，當時車站周邊的商店均擠滿了前往參拜的人們。
江若鐵道在1969年（昭和44年）10月31日結束營業，車站在翌日11月1日廢除。

### 年表
- 1927年（昭和2年）12月15日：北小松站至大溝站之間開通，此站啟用。當時車站位於滋賀郡小松村（日语：小松村 (滋賀県)）[8][9]。
- 1969年（昭和44年）11月1日：車站被廢除[8]。

## 車站構造
白鬚站內設有客運和貨運業務（一般車站）。站內設有1面1線的單式月台（近江今津方向的列車會開啟左邊車門）。當初此站設有列車交會設備，後來把部分路軌撤去後，此站再不可進行列車交會。在一般日子，此站是無人車站，但是在上述提及的期間，此站會安排職員當值，以及設置臨時出入口以疏導乘客。
關於站舍方面，於入口處的屋頂使用了唐破風設計。由於車站鄰近白鬚神社，因此站舍的設計是以神社建築作為主題。曾經在濱大津一方的彎位附近設置了臂木式號誌機，該號誌機在車站廢除一刻已經不存在。

## 使用狀況
以下為開業起數年之間的一年上下車人次和貨物起卸量：
| 一年客量和貨物起卸量： | 一年客量和貨物起卸量： | 一年客量和貨物起卸量： | 一年客量和貨物起卸量： | 一年客量和貨物起卸量： | 一年客量和貨物起卸量： |
| 年                     | 旅客                   | 旅客                   | 貨物                   | 貨物                   | 參考資料               |
| 年                     | 乘車                   | 下車                   | 發送                   | 到達                   | 參考資料               |
| ---------------------- | ---------------------- | ---------------------- | ---------------------- | ---------------------- | ---------------------- |
| 1931年                 | 17,562人               | 17,123人               | -                      | -                      | [ 15 ]                 |
| 1934年                 | 15,238人               | 15,335人               | -                      | -                      | [ 16 ]                 |
| 1935年                 | 15,720人               | 15,593人               | -                      | -                      | [ 17 ]                 |
| 1936年                 | 17,391人               | 17,050人               | -                      | -                      | [ 18 ]                 |

## 車站周邊

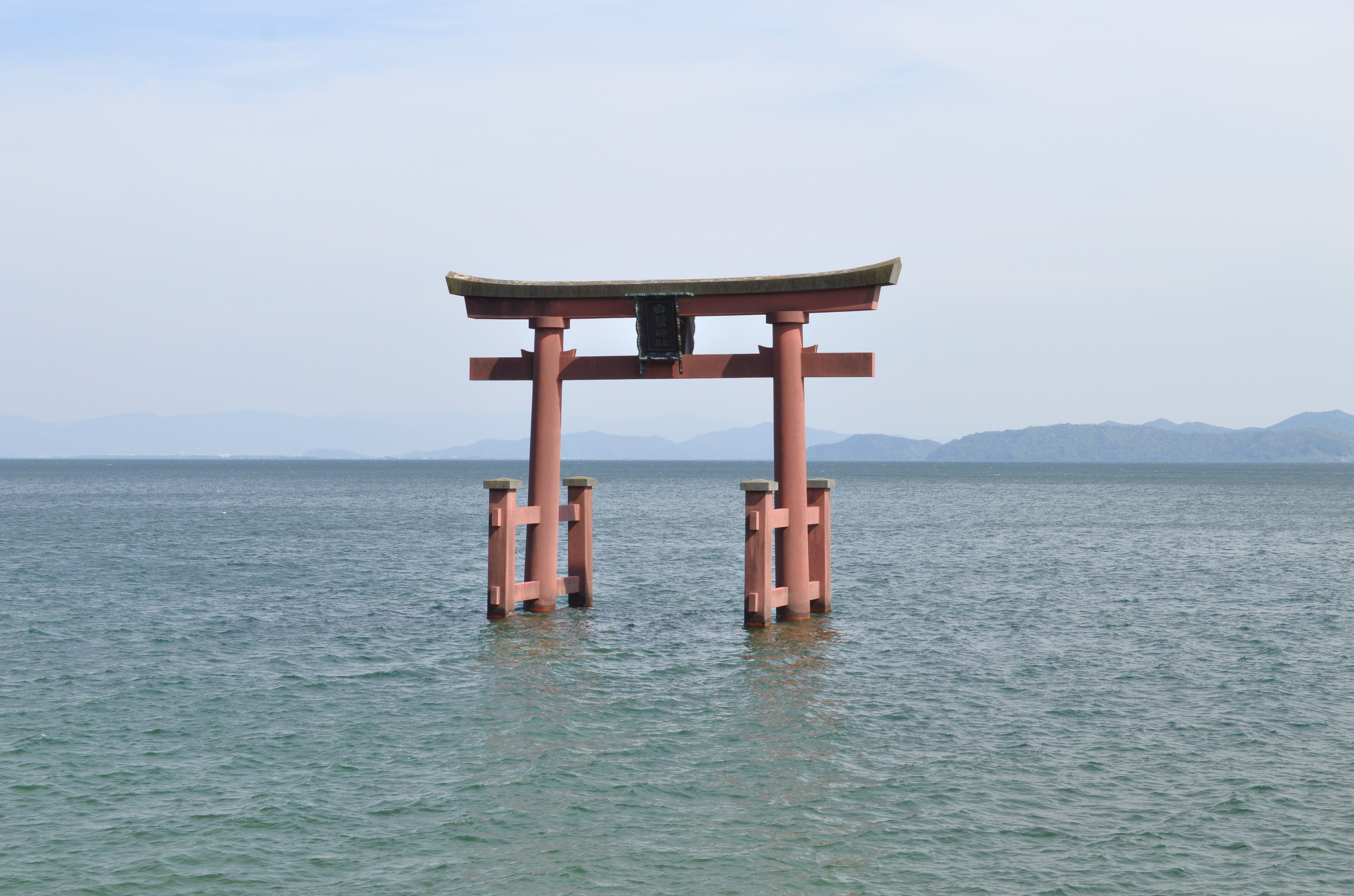
在琵琶湖上的白鬚神社大鳥居（2014年5月）

車站位於琵琶湖與山邊之間的狹窄平地上。附近除了白鬚神社，只有江若鐵道路軌和國道。
車站旁邊便是琵琶湖。在車站北邊的湖上設有白鬚神社的大鳥居。江若鐵道其中一個人氣景點是列車沿湖邊掠過白鬚神社大鳥居時的樣子。
江若鐵道的路軌遺址被用作擴寬國道161號和變成該國道的行人路。已經看不見任何鐵路痕跡。另外，在江若鐵道廢線後才開通的湖西線方面，該路線不是沿湖邊行走，而是在白鬚神社後方隧道（參見高島隧道）內行走，因此現時再不能夠看見一架列車於湖上鳥居前通過。

## 相鄰車站
江若鐵道
江若鐵道線
北小松－白鬚－（臨）白鬚濱－高島町

## 注腳
1. 1 2 3 4 5 6  江若鉄道の思い出，第84頁.
2. 1 2 3  江若鉄道の思い出，第86–87頁.
3. ↑  江若鉄道の思い出，第85頁.
4. 1 2  江若鉄道の思い出，第86頁.
5. ↑  江若鉄道の思い出，第85–86頁.
6. ↑  ありし日の江若鉄道，第19頁.
7. ↑  江若鉄道の思い出，第124頁.
8. 1 2 3  今尾 2008，第31–32頁.
9. ↑  「地方鉄道運輸開始」《官報》1927年12月24日（國立國會圖書館數碼化資料）
10. ↑  竹内 1967.
11. 1 2  寺田 2010，第10頁.
12. 1 2  レイル，第80頁.
13. ↑  江若鉄道の思い出，第89頁.
14. ↑  辻󠄀 良樹. . 朝日新聞滋賀版 朝刊. 2023-10-11 （日语）.
15. ↑  《滋賀縣統計全書》昭和6年版（國立國會圖書館數碼化資料）
16. ↑  《滋賀縣統計全書》昭和9年版（國立國會圖書館數碼化資料）
17. ↑  《滋賀縣統計全書》昭和10年版（國立國會圖書館數碼化資料）
18. ↑  《滋賀縣統計全書》昭和11年版（國立國會圖書館數碼化資料）
19. ↑  レイル，第85頁.
20. 1 2  レイル，第84頁.
21. ↑  寺田 2010，第26頁.
22. ↑  吉田 1998，第193頁.
23. ↑  江若鉄道の思い出，第88頁.

## 相關項目
- 日本鐵路車站列表 Shi

## 外部連結
- 企畫展覽 江若鐵道的回憶 （页面存档备份，存于）（日語） - 大津市歷史博物館（日语：大津市歴史博物館）。網頁中可看見白鬚神社掠過鳥居時的相片。